# バロー・ギャングBC
『バロー・ギャングBC』（バロー・ギャングビーシー）は、1985年に公開されたシブがき隊主演映画第3弾。監督は和泉聖治。CBSソニーグループ製作、東映クラッシックフィルム配給。
この後、本格的に映画製作に参入するソニー・ミュージックエンタテインメントグループ製作映画第1弾。目指すところは"見る音楽"。
　

## ストーリー
先輩から海賊放送バローギャングを引き継いだ浩（ヤックン）、一郎（フックン）、駿（モックン）の三人。オンエア中に電波法違反を捜査していた刑事・伊坂（伊東四朗）に乗り込まれ、逃げ込んだライブハウスで駿の友達のサツキ（網浜直子）に助けられる。三人はスクーターを売り払ってワゴンを買い、ワゴンからオンエアすることになった。サツキもバローギャングの一員に加わる。
バローギャングは若者の人気を呼び、町中にリクエストやメッセージが集められた。その中の一通に2000人の高校生を集め、ダンスフェスティバルを開きたいという投書があった。投書の主・松本と四人は出会い、バローギャングはダンスフェス開催に協力することになった。放送でダンスフェス参加を呼びかけるバローギャングだが、三人の通ってる高校ではダンスフェスへの参加が禁止され、参加したものは停学になると言う。そこで一郎は放送室に閉じこもり、ダンスフェス開催を訴える。
ダンスフェス当日、三人は会場に行く途中にサツキを迎えに行く。そこへ以前からサツキにつきまとっていた暴走族のリーダー、ジョニー（決して外人ではない）が仲間を連れてやってきて、サツキを連れ去ってしまう。三人はバローギャングカーで追跡、埠頭に追い詰める。駿とジョニーの対決となるが、ピンチになりながらも駿はジョニーを倒した。そこへ刑事・伊坂が現れる。しかし彼は四人にこれでバローギャングをやめることを約束させると彼は去って行った。
四人のワゴンがフェスの会場に到着、2000人の歓声が聞こえてきた。ダンスフェスは青春のメモリアルに満ちあふれていた。 

## キャスト
- 八雲浩：薬丸裕英
- 染矢駿：本木雅弘
- 勝目一郎：布川敏和
- サツキ：網浜直子
- トマト：松本典子
- 武志：渡辺裕之
- ジョニー：我王銀次
- 吉岡勉：小宮健吾
- 植村大二郎：出光元
- 浩の父：川辺久造
- 松本源治：高原駿雄
- サツキの母：中島ゆたか
- 唐沢先生：中尾彬
- 西野先生：水沢アキ
- 伊坂刑事：伊東四朗

## スタッフ
- 監督：和泉聖治
- 製作：稲垣博司、増田久雄
- 脚本：橋本以蔵
- 原案：小林優
- 音楽：羽田健太郎
- 撮影：杉村博章
- 美術：小川富美夫
- スチール：奥川彰
- 照明：磯貝誠
- 編集：大島ともよ
- 助監督：竹安正嗣

## 音楽
- 主題歌：シブがき隊「DJ in My Life」（発売元：CBSソニー）
- 挿入曲：シブがき隊「Farewell バロー・ギャング」

## 製作
シブがき隊に絡む2人の女の子役は、前年1984年に第5回ミス・セブンティーンコンテストでダブルでグランプリを獲得した網浜直子と松本典子が選ばれた。